# Reggio di Calabria
Reggio di Calabria, belägen på tån av den italienska stöveln, är huvudstad i storstadsregionen Reggio Calabria, innan 2017 provinsen Reggio Calabria. Den var huvudstad i regionen Kalabrien till 1970, när man bytte till Catanzaro. Kommunen hade 181 447 invånare (2017).

## Historia
Grundad på 800-talet f.Kr. av greker under namnet Rhegion. Staden har förstörts av flera stora jordbävningar och följande flodvågor. De största jordbävningarna inträffade 1783 och den 28 december 1908. Staden kallades senare Rhegium och blev en del av Kungadömet Sicilien (1200-talet) och kungadömet Neapel (1300-talet).

## Staden idag
Reggio di Calabria är beläget vid Messinasundet. På andra sidan ligger den sicilianska staden Messina. De två städerna är nära förbundna, då de ligger endast 20 minuter med färja ifrån varandra.
Några kända personer från Reggio di Calabria är Umberto Boccioni och Gianni Versace.